# Landtagswahlkreis 4 (Rheinland-Pfalz)
Der Landtagswahlkreis 4 existierte in der Form und Bezeichnung in Rheinland-Pfalz seit dem ersten Landeswahlgesetz vom 7. Dezember 1950 bis zur Landtagswahl 1987. In dieser Zeit erfuhr der Wahlkreis unterschiedliche Zuschnitte. Durch das  Landeswahlgesetz in der Fassung vom 20. Dezember 1989 ging Rheinland-Pfalz zur personalisierten Verhältniswahl über, die das erste Mal zur Landtagswahl 1991 angewendet wurde. Aus den bis dahin 4 Wahlkreisen wurden 4 Wahlbezirke mit den gleichen Wahlgebieten. Der Wahlbezirk 4 umfasste nunmehr 12 Wahlkreise.

## Chronologie des Wahlkreises bis 1989

### 1950–1970
Im Zuge der Vorbereitungen der zweiten Landtagswahlen am 29. April 1951 beschloss der Landtag von Rheinland-Pfalz das erste Landeswahlgesetz. Durch den § 14 des Gesetzes wurde Rheinland-Pfalz nun in sieben Wahlkreise eingeteilt. Die Wahlkreise orientierten sich an den vorhandenen Regierungsbezirken, die bei der ersten Landtagswahl 1947 den Wahlkreisen entsprachen. Nunmehr wurde Wahlkreis 4 der komplette damalige Regierungsbezirk Montabaur zugeteilt. Er umfasste den Oberwesterwaldkreis, den Loreleykreis, den Unterlahnkreis und den Unterwesterwaldkreis als Wahlgebiet. Im damals kleinsten Wahlkreis konnten 8 Abgeordnete gewählt werden. Diese Regelung bestand bis 1970.
Gewählte Abgeordnete
| Landtagswahl   | Abgeordnete                                                              | Partei | Zahl der Mandate |
| -------------- | ------------------------------------------------------------------------ | ------ | ---------------- |
| 29. April 1951 | Heinrich Bechtel, Otto Sassenroth, Otto Schmidt                          | SPD    | 3                |
| 29. April 1951 | Hermann Becker, Wilhelm Nowack                                           | FDP    | 2                |
| 29. April 1951 | Paul Kalinowski, Rudolf Tönges, Alois Zimmer                             | CDU    | 3                |
| 15. Mai 1955   | Julius Haxel, Otto Sassenroth, Otto Schmidt                              | SPD    | 3                |
| 15. Mai 1955   | Wilhelm Nowack                                                           | FDP    | 1                |
| 15. Mai 1955   | Rudolf Dauber, Paul Kalinowski, Rudolf Tönges, Alois Zimmer              | CDU    | 4                |
| 19. April 1959 | Julius Haxel, Otto Schmidt, Manfred Schumacher                           | SPD    | 3                |
| 19. April 1959 | Gertrud Aretz, August Hanz, Otto Meyer, Ludwig Schlemmer, Rudolf Tönges, | CDU    | 5                |
| 31. März 1963  | Willi Diel, Julius Haxel, Otto Schmidt, Emil Witte                       | SPD    | 4                |
| 31. März 1963  | August Hanz, Willibald Hilf, Otto Meyer, Ludwig Pfeil                    | CDU    | 4                |
| 23. April 1967 | Willi Diel, Willi Peiter, Otto Schmidt, Hans Schweitzer                  | SPD    | 4                |
| 23. April 1967 | Willibald Hilf, Gerhard Krempel, Otto Meyer, Ludwig Pfeil                | CDU    | 4                |

### 1970–1972
Im Zuge der Vorbereitungen der siebenten Landtagswahlen am 21. März 1971 beschloss der Landtag von Rheinland-Pfalz am 7. Juli 1970 eine Änderung des Landeswahlgesetzes. Sie wurde durch die Auflösung des Regierungsbezirkes Montabaur, die 1968 stattfand und unmittelbar den Wahlkreis 4 betraf, sowie die Kreisreform in Rheinland-Pfalz notwendig. Durch den § 12 des Gesetzes wurde Rheinland-Pfalz nun in sechs Wahlkreise eingeteilt. Der Wahlgebiet des bisherigen Wahlkreises 4 ging im nördlichsten Wahlkreis 1 auf. Der Wahlkreis 4 erhielt nunmehr ein völlig neues Wahlgebiet mit den kreisfreien Städten Mainz und Worms sowie den Landkreisen Mainz-Bingen und Alzey-Worms und bekam nun 14 Abgeordnete zugesprochen.
Gewählte Abgeordnete
| Landtagswahl  | Abgeordnete                                                                                              | Partei | Zahl der Mandate |
| ------------- | --- | ------ | ---------------- |
| 21. März 1971 | Jockel Fuchs, Lucie Kölsch, Julius Lehlbach, Michael Reitzel, Jakob Schadt, Karl Thorwirth, Walter Zuber | SPD    | 7                |
| 21. März 1971 | Hermann Eicher                                                                                           | FDP    | 1                |
| 21. März 1971 | Horst Geisel, Heiner Geißler, Johannes Baptist Rösler, Alfred Truschel                                   | CDU    | 4                |

### 1972–1989
Bereits 1972 erfolgte die nächste Neueinteilung der Wahlkreise. Am 4. Juli 1972 wurde das Landesgesetz zur Änderung des Landeswahlgesetzes verabschiedet, in dessen Folge Rheinland-Pfalz nun in vier Wahlkreise aufgeteilt wurde. Die Wahlkreisaufteilung wurde dabei völlig neu gestaltet und das Wahlgebiet des bisherigen Wahlkreises 4 ging nun im Wahlkreis 3 auf. Das neue Wahlkreisgebiet bestand nun aus dem kompletten Wahlgebiet des ehemaligen Wahlkreises 6 und  Teilen des ehemaligen Wahlkreises 5 und erstreckte sich nun auf die kreisfreien Städte Kaiserslautern, Pirmasens, Zweibrücken, Landau in der Pfalz und Neustadt an der Weinstraße sowie die Landkreise Kaiserslautern, Kusel, Pirmasens, Landau-Bad Bergzabern, Bad Dürkheim, Germersheim und Donnersbergkreis. Damit waren weite Teile der Pfalz des 1968 geschaffenen Regierungsbezirkes Rheinhessen-Pfalz das Wahlkreisgebiet des Wahlkreises 4. Durch die Verringerung der Anzahl der Wahlkreise bekam der Wahlkreis ab der Landtagswahl 1975 26 Abgeordnete zugesprochen. Diese Wahlgebietseinteilung und Abgeordnetenzahl hatte bis zur Landtagswahl 1987 Bestand.
Gewählte Abgeordnete
| Landtagswahl  | Abgeordnete | Partei | Zahl der Mandate |
| ------------- | --- | ------ | ---------------- |
| 9. März 1975  | Hans Blinn, Detlef Bojak, Hans Herrmann, Hildegard Kerner, Philipp Mayer, Karl Walter Müller, Clemens Nagel, Ludwig Schleifer, Günther Schwamm, Manfred Stumpf, Karl-Heinz Werle                                                                | SPD    | 11               |
| 9. März 1975  | Hermann Eicher, Walter Schellenberger | FDP    | 2                |
| 9. März 1975  | Gisela Büttner, Alois Dauenhauer, Karl August Geimer, Peter Haberer, Bertram Hartard, Walter Heid, Emil Wolfgang Keller, Kurt Rocker, Herbert Trautmann, Theo Vondano, Herbert Waldenberger, Werner Weiß, Dieter Ziegler                        | CDU    | 13               |
| 18. März 1979 | Kurt Beck, Detlef Bojak, Klaus von Dohnanyi, Rose Götte, Hildegard Kerner, Karl Walter Müller, Clemens Nagel, Fritz Preuss, Willi Rothley, Ludwig Schleifer, Günther Schwamm, Karl-Heinz Werle                                                  | SPD    | 12               |
| 18. März 1979 | Hermann Eicher, Walter Schellenberger | FDP    | 2                |
| 18. März 1979 | Gisela Büttner, Alois Dauenhauer, Karl August Geimer, Peter Haberer, Bertram Hartard, Walter Heid, Emil Wolfgang Keller, Kurt Rocker, Helma Schmitt, Herbert Waldenberger, Werner Weiß, Dieter Ziegler                                          | CDU    | 12               |
| 6. März 1983  | Kurt Beck, Detlef Bojak, Rose Götte, Klaus-Jürgen Lais, Karl Walter Müller, Clemens Nagel, Fritz Preuss, Willi Rothley, Willi Schmidt, Ingrid Schneider, Günther Schwamm, Karl-Heinz Werle                                                      | SPD    | 12               |
| 6. März 1983  | Marianne Baun, Gisela Büttner, Alois Dauenhauer, Karl August Geimer, Dieter Hörner, Emil Wolfgang Keller, Manfred Kramer, Jürgen Kroh, Kurt Rocker, Hans-Dieter Scherthan, Helma Schmitt, Georg Adolf Schnarr, Herbert Waldenberger, Benno Zech | CDU    | 14               |
| 17. Mai 1987  | Kurt Beck, Detlef Bojak, Rudolf Franzmann, Klaus-Jürgen Lais, Roland Lang, Clemens Nagel, Fritz Preuss, Willi Schmidt, Ingrid Schneider, Günther Schwamm                                                                                        | SPD    | 10               |
| 17. Mai 1987  | Hans Hermann Dieckvoß, Günter Eymael | FDP    | 2                |
| 17. Mai 1987  | Manfred Seibel | Grüne  | 1                |
| 17. Mai 1987  | Gisela Büttner, Alois Dauenhauer, Karl August Geimer, Dieter Hörner, Emil Wolfgang Keller, Manfred Kramer, Jürgen Kroh, Kurt Rocker, Hans-Dieter Scherthan, Helma Schmitt, Georg Adolf Schnarr, Herbert Waldenberger                            | CDU    | 12               |

### Seit 1989
1989 änderte sich die Wahlkreiseinteilung des Landes Rheinland-Pfalz drastisch. Mit dem Landeswahlgesetz in der Fassung vom 20. Dezember 1989 wurde Rheinland-Pfalz nunmehr in vier Wahlbezirke und 51 Wahlkreise eingeteilt. Diese Einteilung war so bis zur Landtagswahl 2016 mit geringfügigen Änderungen gültig. Teilweise änderten sich die Bezeichnungen von Gebietskörperschaften, im geringen Umfang wechselten auch Stimmbezirke den Wahlkreis. Durch die neue Wahlkreiseinteilung und die damit verbundene personalisierte Verhältniswahl wurde nun genau ein Direktmandat je Wahlkreis vergeben. Nunmehr wurden die Wahlkreise auch durch geographische Bezeichnungen unterschieden. Aus dem Wahlkreis 4 wurde der Wahlbezirk 4, der die Landtagswahlkreise 39 bis 51 und weiterhin das gleiche Gebiet umfasste. Folgende Wahlkreise gehörten bei der Landtagswahl 1991 nun zum Wahlbezirk 4:
| Nr. | Wahlkreis                  | Wahlkreissieger    | Partei |
| --- | -------------------------- | ------------------ | ------ |
| 39  | Donnersberg                | Rudolf Franzmann   | SPD    |
| 40  | Kusel                      | Detlef Bojak       | SPD    |
| 41  | Bad Dürkheim               | Fritz Preuss       | SPD    |
| 42  | Neustadt an der Weinstraße | Klaus-Jürgen Lais  | SPD    |
| 43  | Kaiserslautern I           | Hildegard Rogel    | SPD    |
| 44  | Kaiserslautern II          | Gerhard Schmidt    | SPD    |
| 45  | Kaiserslautern-Land        | Roland Lang        | SPD    |
| 46  | Zweibrücken                | Ingrid Schneider   | SPD    |
| 47  | Pirmasens-Land             | Willi Schmidt      | SPD    |
| 48  | Pirmasens                  | Norbert Stretz     | SPD    |
| 49  | Südliche Weinstraße        | Kurt Beck          | SPD    |
| 50  | Landau in der Pfalz        | Theresia Riedmaier | SPD    |
| 51  | Germersheim                | Manfred Kramer     | CDU    |